# Opius sabhayanus
Opius sabhayanus är en stekelart som beskrevs av Fischer 1966. Opius sabhayanus ingår i släktet Opius och familjen bracksteklar. Inga underarter finns listade i Catalogue of Life.